# رودریگوئس آلوز
رودریگوئس آلوز (به پرتغالی: Rodrigues Alves, Acre) یکی از شهرستان های برزیل است که در اکری واقع شده‌است.

## خصوصیات
رودریگوئس آلوز ۳٬۳۰۵ کیلومترمربع مساحت و ۱۲٬۴۲۸ نفر جمعیت دارد.